# Дипломатически мисии на Унгария
Това е списък на посолствата и консулствата на Унгария по целия свят.

## Европа
- Австрия
  - Виена (посолство)
- Албания
  - Тирана (посолство)
- Беларус
  - Минск (посолство)
- Белгия
  - Брюксел (посолство)
- Босна и Херцеговина
  - Сараево (посолство)
- България
  - София (посолство)
- Ватикан
  - Рим (посолство)
- Великобритания
  - Лондон (посолство)
- Германия
  - Берлин (посолство)
  - Дюселдорф (генерално консулство)
  - Мюнхен (генерално консулство)
- Гърция
  - Атина (посолство)
- Дания
  - Копенхаген (посолство)
- Естония
  - Талин (посолство)
- Ирландия
  - Дъблин (посолство)
- Испания
  - Мадрид (посолство)
  - Барселона (генерално консулство)
- Италия
  - Рим (посолство)
  - Милано (генерално консулство)
- Кипър
  - Никозия (посолство)
- Косово
  - Прищина (посолство)
- Латвия
  - Рига (посолство)
- Литва
  - Вилнюс (посолство)
- Люксембург
  - Люксембург (посолство)
- Северна Македония
  - Скопие (посолство)
- Молдова
  - Кишинев (посолство)
- Норвегия
  - Осло (посолство)
- Полша
  - Варшава (посолство)
  - Краков (генерално консулство)
- Португалия
  - Лисабон (посолство)
- Румъния
  - Букурещ (посолство)
  - Клуж-Напока (генерално консулство)
  - Миеркуреа-Циук (генерално консулство)
  - Констанца (консулски офис)
- Русия
  - Москва (посолство)
  - Санкт Петербург (генерално консулство)
  - Екатеринбург (генерално консулство)
- Словакия
  - Братислава (посолство)
  - Кошице (генерално консулство)
- Словения
  - Любляна (посолство)
- Сърбия
  - Белград (посолство)
  - Суботица (генерално консулство)
- Украйна
  - Киев (посолство)
  - Ужгород (генерално консулство)
  - Берегово (офис към консулството в Ужгород)
- Финландия
  - Хелзинки (посолство)
- Франция
  - Париж (посолство)
  - Лион (генерално консулство)
- Нидерландия
  - Хага (посолство)
- Хърватия
  - Загреб (посолство)
  - Сплит (Временна консулска агенция)
- Черна гора
  - Подгорица (посолство)
- Чехия
  - Прага (посолство)
- Швейцария
  - Берн (посолство)
- Швеция
  - Стокхолм (посолство)

## Северна Америка
- Канада
  - Отава (посолство)
  - Торонто (генерално консулство)
- Куба
  - Хавана (посолство)
- Мексико
  - Мексико (посолство)
- САЩ
  - Вашингтон (посолство)
  - Чикаго (генерално консулство)
  - Лос Анджелис (генерално консулство)
  - Ню Йорк (генерално консулство)

## Южна Америка
- Аржентина
  - Буенос Айрес (посолство)
- Бразилия
  - Бразилия (посолство)
  - Сао Паоло (генерално консулство)
- Чили
  - Сантяго де Чиле (посолство)

## Африка
- Алжир
  - Алжир (посолство)
- Египет
  - Кайро (посолство)
- Кения
  - Найроби (посолство)
- Либия
  - Триполи (посолство)
- Мароко
  - Рабат (посолство)
- Нигерия
  - Абуджа (посолство)
- Тунис
  - Тунис (посолство)
- ЮАР
  - Претория (посолство)

## Азия
- Афганистан
  - Кабул (посолство)
- Виетнам
  - Ханой (посолство)
- Израел
  - Тел Авив (посолство)
- Индия
  - Ню Делхи (посолство)
- Индонезия
  - Джакарта (посолство)
- Ирак
  - Багдад (посолство)
- Иран
  - Техеран (посолство)
- Йордания
  - Аман (посолство)
- Казахстан
  - Алмати (посолство)
- Катар
  - Доха (посолство)
- Китай
  - Пекин (посолство)
  - Хонконг (генерално консулство)
  - Шанхай (генерално консулство)
- Кувейт
  - Кувейт (посолство)
- Ливан
  - Бейрут (посолство)
- Малайзия
  - Куала Лумпур (посолство)
- Обединени арабски емирства
  - Абу Даби (посолство)
- Пакистан
  - Исламабад (посолство)
- Палестинска автономия
  - Рамала (офис)
- Саудитска Арабия
  - Рияд (посолство)
- Сингапур
  - Сингапур (посолство)
- Сирия
  - Дамаск (посолство)
- Тайван
  - Тайпе (Унгарски търговски офис)
- Тайланд
  - Банкок (посолство)
- Турция
  - Анкара (посолство)
  - Истанбул (генерално консулство)
- Южна Корея
  - Сеул (посолство)
- Япония
  - Токио (посолство)

## Океания
- Австралия
  - Канбера (посолство)
  - Сидни (генерално консулство)

## Междудържавни организации
- - Брюксел – ЕС
  - Брюксел – НАТО
  - Женева – ООН
  - Женева – Световна търговска организация
  - Ню Йорк – ООН
  - Париж – ЮНЕСКО
  - Страсбург – Съвет на Европа
  - Виена – ООН